# Elisabethhospital (Kassel)
Das Elisabethhospital (auch Hospital St. Elisabeth) in Kassel war eines der ersten Siechenhäuser Kassels. Am Steinweg Ecke Oberste Gasse, hinter dem Fridericanum und dem Ottoneum gegenüber, ist heute noch die Fassade erhalten.

## Geschichte

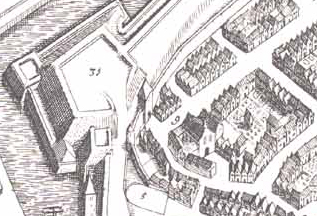
Das alte Elisabethhospital (9) auf einem Stadtplan von Matthäus Merian, zwar von 1646, wohl aber nach alten Vorlagen

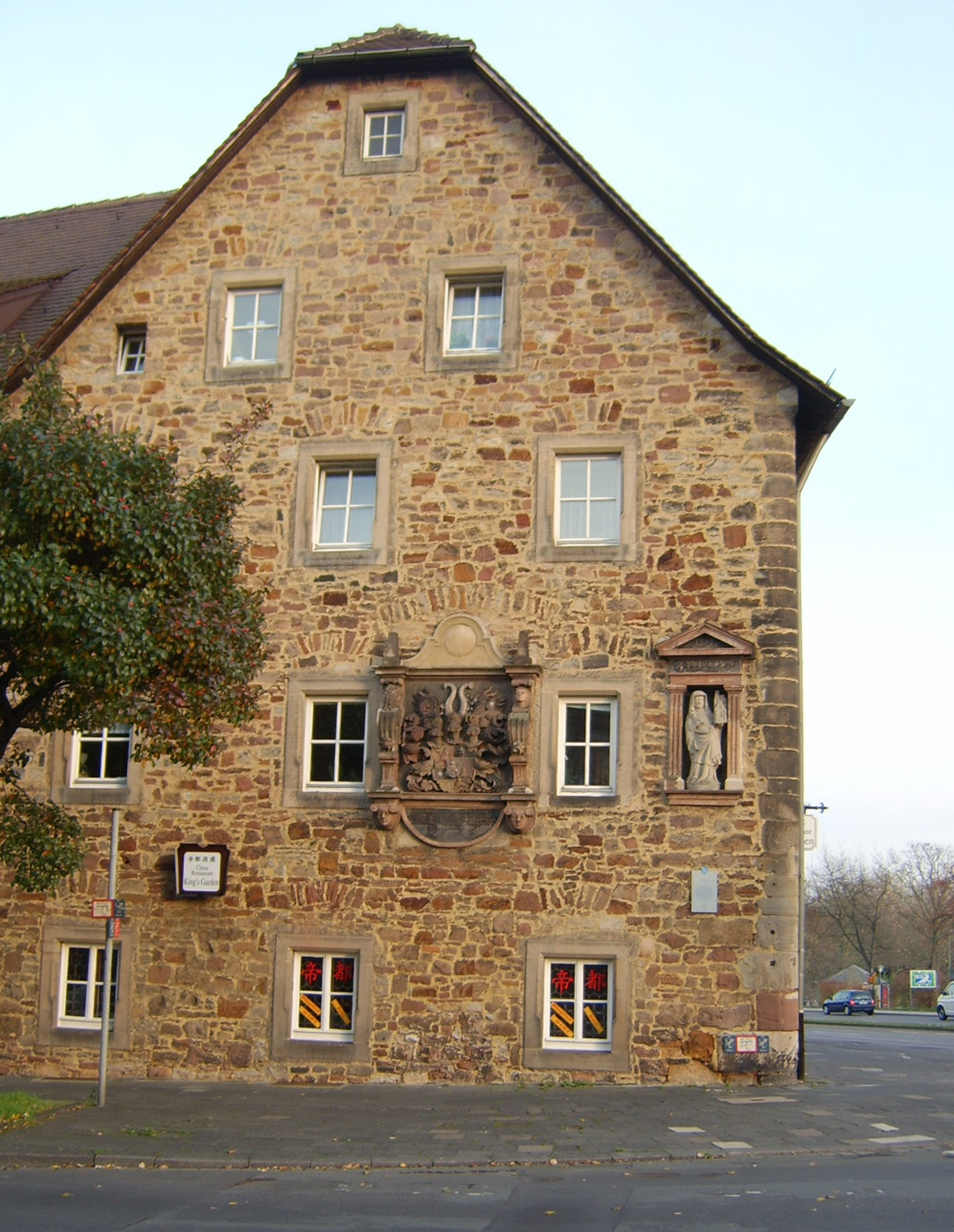
Das Elisabethhospital vom Zwehrener Tor aus gesehen

Im Jahre 1297 gründete Mechthild von Kleve, die Gemahlin Landgrafs Heinrich I. von Hessen das Elisabethhospital. Es war ein einfaches rechteckiges zweigeschossiges Haus mit Treppengiebel, in dessen Obergeschoss ein Saal als Krankenraum und Kapelle diente. Das Hospital bzw. die Kapelle war der Heiligen Elisabeth geweiht, Stammmutter des Hauses Hessen und Schutzpatronin der Kranken. Erst mit der Erweiterung der Stadt 1330, durch den Bau des Stadtteils Freiheit, befand sich das Hospital im Inneren der Stadtmauern. In unmittelbarer Nähe muss sich die Emmerichsklause befunden haben. Sie wurde 1383 durch Landgraf Hermann II. gebaut und war unsir liebin frauwin sancte Marien und der heiligen frauwin sente elsebed geweiht. Diese Klause verschwand ungefähr zur selben Zeit wie der erste Bau des Elisabethhospitals.
1586 ließ Landgraf Wilhelm IV. durch seinen Architekten Christoph Müller einen neuen Bau errichten. Es ist ein Renaissancebau von schlichtem Äußeren. Die Mauern der L-förmigen Anlage aus rohen Bruchsteinen mit Eckquadern waren ursprünglich verputzt. Seit der Zeit des Neubaus ist das Hospital keine Verwahrungsstation für Aussätzige zum Schutze der Bevölkerung mehr, sondern ein Altersheim. An der Eckfront zur Oberengasse sind ein Relief des hessischen Wappens von 1587 und eine Sandsteinskulptur der hl. Elisabeth angebracht.
Im Zweiten Weltkrieg brannte das Gebäude aus und wurde bis auf die Vorderfront abgerissen. Beim Neubau von Sozialwohnungen im Inneren gingen auch zwei Treppentürme verloren. Heute beherbergt das Elisabethhospital neben Wohnungen auch einen Gastronomiebetrieb.

## Siechenhäuser und Hospitäler in Kassel
Nachdem das Elisabethhospital seit 1330 in den Stadtgrenzen gelegen war, war ein neues Siechenhaus weit ab der Stadt vonnöten. Das neue Hospital befand sich in etwa an der Stelle des heutigen Schlosses Schönfeld. Dieses Leprosorium wird in den Quellen als Ferenspital bezeichnet. 1364 wurde vor den Toren der Unterneustadt der Siechenhof eröffnet, dessen gotische Kapelle erst in den 1950er Jahren einer Straßenerweiterung weichen musste. Im Stadtgebiet selbst gab es verschiedene kleinere Krankenheilanstalten. Das erste moderne Krankenhaus der Stadt war das um 1770 entstandene HÔPITAL DES FRANCOIS REFUGIÉS der hugenottischen Gemeinde in der Oberneustadt. Erst eine Kriebel-Krankheit-Epidemie im Jahre 1770 machte die Notwendigkeit eines großen Stadtkrankenhauses deutlich. Friedrich II. ließ 1772–1785 die Kasseler Charité, durch Simon Louis du Ry erbauen.